# Villa Amirante
La Villa Amirante si trova a San Giorgio a Cremano, a metà percorso di Via Cavalli di Bronzo, nel tratto dove i quattro pini danno protezione ai raggi del sole durante le calde estati Sangiorgesi ed affaccia i suoi balconi sui giardini di Villa Vannucchi.
È stata meta di vacanze estive per le personalità signorili della Napoli dell'Ottocento fino al 1970 circa, annoverando tra i suoi ospiti più illustri il Cardinale Guglielmo Massaia, che vi soggiornò fino alla sua morte nel 1889. Oggi il fasto del passato non esiste più, ma nell'accedervi si può ancora sentire l'atmosfera e gli odori di un tempo che fu.
L'interno della villa possiede un cortile nel quale un tempo veniva vissuto intensamente la vita popolare dei coloni e dei signori e sulle pareti perimetrali ancora oggi vi si trovano degli anelli di ferro bloccati nei muri, dove venivano legate le briglie dei cavalli che trainavano le carrozze degli ospiti in visita ai proprietari, gli Amirante per l'appunto.
Alle spalle del corpo centrale vi è ancora oggi un giardino che nei tempi addietro veniva coltivato con vari ortaggi, puntellato di varie qualità di alberi di agrumi, more, pesche e colorato da una vasta piantagione di margherite; oltre il suo imponente cancello che delimitava i fabbricati dalla campagna vi si trova ancora oggi una cappella votiva simile ad una grotta, dedicata alla Vergine con Bambino, dipinta splendidamente su maioliche che combattono il logorio del tempo.
Fino a qualche anno fa l'esterno della grotta era contornato da maioliche bianchissime sulle quali vi era scritto in blu la seguente dicitura: "Tu che passi per questo giardino lascia un ricordo ed una prece in memoria di Luigi Amirante".

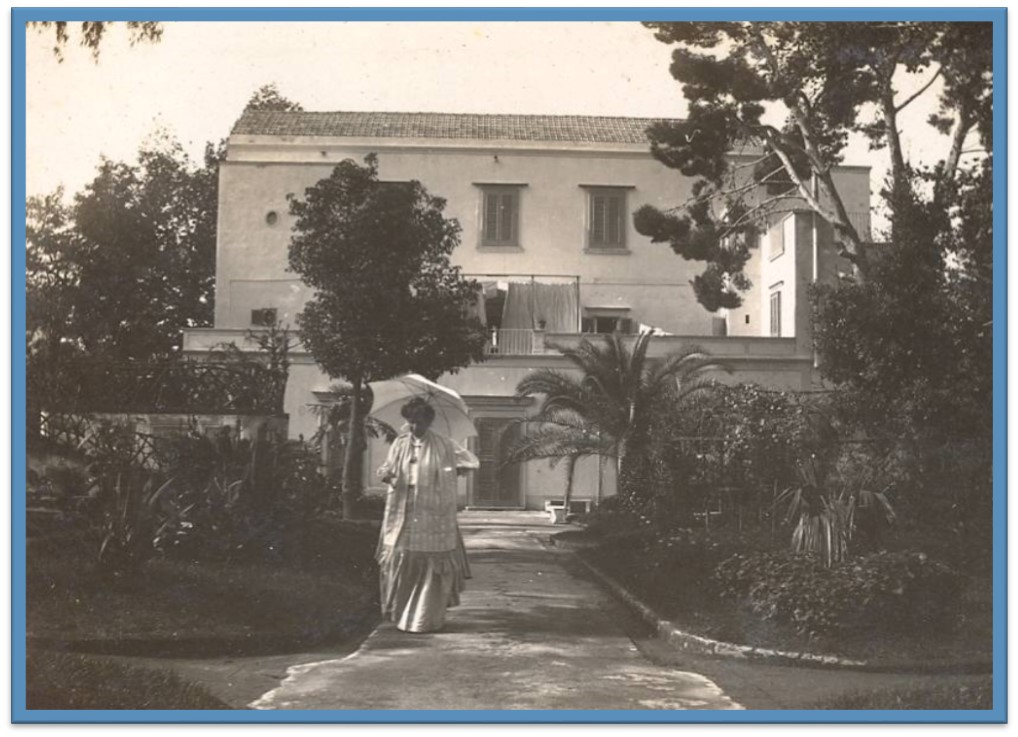
Veduta prospetto Villa Amirante

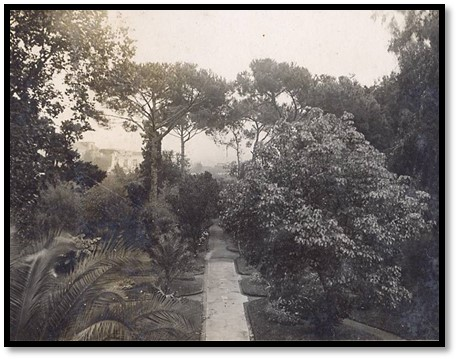
Girardino della villa Amirante